# Orión (lexikográfus)
Orión (5. század) görög lexikográfus

## Élete
Az egyiptomi Thébából származott. Tanított Konstantinápolyban, ahol grammatikai előadásai annyira kedveltek voltak, hogy még Eudoxia császárné, II. Theodosius neje is megtisztelte azokat jelenlétével. Működésének főtere bizonyára Caesarea volt, mert a kéziratok „Grammatiosz Kaisareiasz”-nak nevezik. Csak töredékesen fennmaradt etimológiai lexikonában („Peri etumologión” összefoglalta Apollodórosz, Hérakleidész és mások etimológiai kutatásait, míg viszont az ő szótára a középkori görög etimológiai kompilációknak (Etymologicum magnum, Etymologicum Guidanum stb.) képezi alapját. A Szuda-lexikon említi egy régibb költőkből összeállított antológiáját is, amelyet Eudoxia császárnénak ajánlott. E műve elveszett.